# Лобанова Гора
Лобанова Гора — деревня в Вилегодском муниципальном округе Архангельской области.

## География
Находится в юго-восточной части Архангельской области на расстоянии приблизительно 9 км на юго-восток по прямой от административного центра района села Ильинско-Подомское на левобережье реки Виледь.

## История
В 1859 году здесь (деревня Сольвычегодского уезда Вологодской губернии) было учтено 8 дворов. До 2020 года входила в состав Павловского сельского поселения до его упразднения.

## Население
Численность населения: 73 человека (1859 год), 12 (русские 100 %) в 2002 году, 1 в 2010.